# Pío Tamayo
José Pío Tamayo (El Tocuyo, estado Lara, Venezuela, 4 de marzo de 1898 - Barquisimeto, estado Lara, Venezuela, 5 de octubre de 1935) fue un poeta, investigador y escritor venezolano conocido por ser el precursor del movimiento marxista en Venezuela. Fundador, junto a otros, del primer Partido Comunista de Cuba.

## Biografía

### Juventud
A los 14 años se traslada a Barquisimeto donde estudia en el Colegio La Salle. En esa época funda junto a otros amigos una imprenta llamada "Gil Blas". A los 16 años regresa a El Tocuyo, donde funda la revista literaria Renacimiento, que tiene una existencia muy breve y creó el "Tonel de Diogenes", espacio dedicado a reuniones y tertulias sobre poesía y política. Se encarga de la hacienda familiar "El Callao" de modo radicalmente diferente a las prácticas de sus antiguos propietarios en cuanto mejora las condiciones laborales, adquiere maquinaria moderna, instala servicios sanitarios, así como una red eléctrica para las casas de los campesinos y la hacienda. De igual manera creó una granja porcina y el primer transporte colectivo entre Barquisimeto y El Tocuyo a bajo precio para que pudiera ser usado por los más pobres. Durante este periodo muchos fueron los esfuerzos dedicados a promover el trabajo organizativo entre los campesinos y la conformación de cooperativas agrarias aunque con pocos resultados.

### Exilio
En 1922 Pio Tamayo se ve obligado a salir del país a por causa de sus actividades conspiradoras contra el gobierno de Juan Vicente Gómez. Primero se traslada a San Juan de Puerto Rico, para trabajar en una planta azucarera y luego viaja a Nueva York, donde se relaciona con los opositores a Gómez. Posteriormente se marcha a La Habana (Cuba) y participa en la fundación del Partido Comunista de Cuba. Durante su estadía en la isla colabora en la revista Venezuela Libre, así como en la Revista Universitaria. Se integró a su vez a un grupo de venezolanos antigomecistas y participó activamente en la Liga Antiimperialista de las Américas colaborando en la publicación El Libertador. En Barranquilla funda la Unión Obrera Venezolana, organización de inspiración marxista a favor de la conciencia y la unidad de la clase trabajadora.
En septiembre de 1925 se traslada a Panamá, para participar como delegado a un congreso de estudiantes bolivarianos y participa como organizador y dirigente de una huelga de inquilinos. Por esta razón es detenido y enviado a Colón en calidad de prisionero, luego es expulsado de Panamá, junto con otros dirigentes extranjeros de la huelga y se traslada hasta Guatemala. En Guatemala, es expulsado por el presidente José María Orellana. Se va a Costa Rica donde es director de la revista Siluetas, al tiempo que colabora en las publicaciones Avispas y Nueva Prensa.

### Regreso a Venezuela
En 1926 logra regresar a Venezuela gracias a una amnistía de Francisco Baptista Galindo, quien era secretario general de la presidencia. En Caracas se incorpora como colaborador en la revista Elite y en el diario Mundial. Es uno de los organizadores de la Semana del Estudiante de 1928. En el acto inaugural Pío Tamayo lee en el Teatro Municipal un poema suyo titulado Homenaje y demanda del Indio, cuyo contenido calificado de conspirador le cuesta la cárcel en la Rotunda. Posteriormente, en ese mismo año es trasladado al castillo Libertador de Puerto Cabello, en la lista de presos políticos remitidos hasta el primero de julio de 1931 desde la Rotunda , aparece Pío Tamayo como el número 6 y con la siguiente nota:

“Pío Tamayo: Iniciador del comunismo en Venezuela. Elemento enemigo. Preso el 14 de febrero del año 1928 y remitido al castillo el 27 de febrero del mismo año.”

En prisión fundó "La Carpa Roja", un espacio para la formación política, el estudio y el debate donde dicta clases a los muchachos y los pone en contacto con los fundamentos del marxismo-leninismo, este es uno de los eventos que sirve como pilar en la fundación del Partido Comunista de Venezuela, ya que de la carpa roja salieron militantes históricos de Partido Comunista de Venezuela como Rodolfo Quintero, Kotepa Delgado, Miguel Otero Silva, Juan Bautista Fuenmayor, Fernando Salvador Key Sánchez, Miguel Acosta Saignes, Ángel Márquez y Raúl Osorio. Pío Tamayo en vida nunca fue miembro del PCV, pero su labor de cara a la futura construcción del partido comunista fue tan importante que el Buró Político le otorgó en 1978, post mortem, el carnet de militante honorario del PCV.
Semanas más tarde en abril los estudiantes fueron nuevamente protagonistas en acciones contra Juan Vicente Gómez, pues fue develado un golpe de Estado que contaba con la participación de estudiantes y jóvenes militares. Tras estos hechos de creciente crítica y sublevación, en mayo de ese mismo año fue aprobada una reforma constitucional, la cual prohibió la propaganda comunista en todo el territorio nacional y a su vez, declarando "traidor a la Patria a todo aquel que practicara esa doctrina". Por decisiones de la sociedad, muchos jóvenes fueron liberados y enviados al exilio, sin embargo Tamayo permanece en prisión donde contrae tuberculosis, y en diciembre de 1934 cuando es puesto en libertad, su estado es ya muy grave. Muere el 5 de octubre de 1935 en Barquisimeto.

## Poema

### Homenaje y demanda del indio
Sangre en sangres dispersa, almagre oscuro y fuerte estirpe Jirajara.
Cacique Totonó, baile de piaches, rezo de quenas- soy un indio tocuyo yo.
Meseta brava y bella que abre su arcada a los llanos y sus patios a la luna;
patíbulo de Carvajal, espinas de cardonales, polvo y sol.
Altiplano tocuyano que nutre su carne en jugos blancos de cañamelar.
Y los hace sangre roja en la flor del cafetal; bueno y santo por la madre,
y porque me enlaza hermano del de la selva en Oriente y del de la sierra al sur.
Yo llegué de ese altiplano a avivarme en mis hermanos los de la Universidad,
savia en afanes quemada, delirio del roble erguido- y a rendirte mi homenaje
de indio triste Majestad.
...
Beatriz del estudiante, cetro de rebeldías, corona de futuros;
bajo el patio de auroras de vuestro trono eres la juvenil canción del amanecer.
El ensueño durmiente al amparo del alma jubilosa y dinámica de la federación,
hecho viva esperanza en tu luz de mujer.
Y digan con mis voces palabras de tus súbditos que es tu reinado, Reina, el único que no hace
cesarismo anacrónico, en esta nutrida selva de Guaicaipuro, de Mara y yaracuy
y del equino trueno de los cien mil corceles sobre el que galoparon libertadas naciones.
...
Y ahora, majestad, con el sollozo esclavo de un jacaney rendido
el súbito presenta su demanda ante vos descarnado de insomonios
se consume mi rostro y los tiempos incrustan sus cauces en mis sienes.
Retornan a romper las obras de los montes baladros caquetíos.
Se desatan los ecos de vencidos lamentos y corren sobre el área salvaje de los llanos
o se extinguen muriendo en los senos intactos de un Pacaraima hermético.
¡Me han quitado mi novia! La novia que me quiso; ¡mi novia enamorada!
Palabras que se dicen con la pena infinita de quien ya no podrá volverlas a cambiar...
Qué bien decirte tú, como a mi novia, Reina.
En ti la miro a ella y al mirarte me acuerdo...
Era de sol su carne y de un frágil metal.
El eco de sus voces era de acero azul.
Estaba hecha de alturas. A ti se parecía.
Yo fui su novio niño, -ya lo hemos sido tantos-, Cantar, correr, soñar,
en el soleado campo, en la vega porosa, junto al lirio morado, al laurel
y al signo rojo de las rosas.
...
¡Cómo me acuerdo, Reina! Temblando bajo sombras la amaba con angustias.
En mis venas corrieron los miedos por su vida.
Y un día me la raptaron un día se la llevaron.
Desde los horizontes, allá donde hace señas de adioses el crepúsculo,
vi encenderse los últimos luceros de sus besos.
Aprestarse a la andanza, porque la hemos perdido
¡y salid a buscarla! ¡Mirar cómo levantan asfixias hasta el cielo
las crestas de los cerros!
...
Pero no, Majestad que he llegado hasta hoy, y el nombre de esa novia se me parece a vos!
Se llama LIBERTAD! Decidle a vuestros súbditos -tan jóvenes que aún no pueden conocerla-
que salgan a buscarla, que la miren en vos, ¡Vos, sonriente promesa de escondidos anhelos!
Vuestra justicia ordene, Y yo enhiesto otra vez, -alegre el junco en silbo de indígena romero-
armado de esperanzas como la antigua raza, proseguiré en marcha, pues con vos, Reina nuestra,

juvenil, en su trono, ¡se instala el porvenir!